# Charles Callan Tansill
Charles Callan Tansill (* 9. Dezember 1890 in Fredericksburg (Texas); † 12. November 1964 in Washington, D.C.) war ein US-amerikanischer Historiker und Professor an der American University, Fordham University und Georgetown University. Vor dem Zweiten Weltkrieg war er ein bekannter Isolationist. Danach wurde er mit Charles A. Beard zum Begründer des Revisionismus in der Weltkriegsgeschichte.

## Leben
Tansill erwarb seine akademischen Grade in Geschichte bis zum Ph.D. an der The Catholic University of America in Washington, D.C. Eine weitere Promotion legte er an der Johns Hopkins University 1918 ab. Danach wurde er Assistant Professor an der American University, wo er dann eine Vollprofessur von 1921 bis 1937 innehatte. Darauf wechselte er an die jesuitische Fordham University bis 1944 und an die katholische Georgetown University bis 1957.
Er arbeitete als Historiker für den United States Senat und gab die Documents Illustrative of the Formation of the Union of the American States heraus, die in der Library of Congress erschienen.
1938 erschien America Goes to War, worin Tansill den Ersten Weltkrieg und die amerikanische Neutralität bis 1917 untersuchte. Ein Rezensent unterstellte ihm pro-deutsche Voreingenommenheit. Publizistisch vertrat er gegen Präsident Roosevelt eine strikt isolationistische Position zu einer Beteiligung an einem neuen Weltkrieg.
1952 warf Tansill im Buch Back Door to War Roosevelt vor, einen friedenswilligen Hitler in den Krieg gezwungen zu haben. Auch habe Roosevelt den britischen Premier Neville Chamberlain getrieben, eine Sicherheitsgarantie für Polen gegen Deutschland zu geben. Diese Positionen isolierten ihn in seiner Zunft. Tansill gilt als Ahnherr rechtsextremer Positionen bis zur Holocaust-Leugnung. Deutsche Übersetzungen seiner zentralen Bücher erscheinen gegenwärtig im rechtsorientierten Pour-le-Mérite Verlag in Selent.

## Schriften (Übersetzungen)
- Die Hintertür zum Krieg das Drama der internationalen Diplomatie von Versailles bis Pearl Harbour. Selent 2000, ISBN 978-3-932381-11-9.
- Amerika geht in den Krieg der Erste Weltkrieg als Türöffner nach Europa. Selent 2001, ISBN 978-3-932381-14-0.

## Einzelbelege
1. ↑  CHARLES TANSILL, HISTORIAN, IS DEAD; Vocal Critic of U.S. Policy—Wrote for Birch Society. In: The New York Times. 14. November 1964, ISSN 0362-4331 (nytimes.com [abgerufen am 15. Juni 2022]).
2. ↑  Gordon Loyd: Ratification of the Constitution. In: Teaching American History. Abgerufen am 15. Juni 2022 (amerikanisches Englisch).
3. ↑  Frederick L. Schuman, Charles C. Tansill: America Goes to War. In: The Yale Law Journal. Band 48, Nr. 7, Mai 1939, doi:10.2307/792444.
4. ↑  Andrew S. Winston: Science in the Service of the Far Right: Henry E. Garrett, the IAAEE, and the Liberty Lobby. In: Journal of Social Issues. Band 54, Nr. 1, 9. April 2010, S. 179–210, doi:10.1111/j.1540-4560.1998.tb01212.x (wiley.com [abgerufen am 15. Juni 2022]).
5. ↑  Pearl Harbor and the ‘Back Door to War’ Theory, Description & Facts | Britannica. Abgerufen am 15. Juni 2022 (englisch).

| Personendaten    | Personendaten                |
| ---------------- | ---------------------------- |
| NAME             | Tansill, Charles             |
| ALTERNATIVNAMEN  | Tansill, Charles Callan      |
| KURZBESCHREIBUNG | US-amerikanischer Historiker |
| GEBURTSDATUM     | 9. Dezember 1890             |
| GEBURTSORT       | Fredericksburg (Texas)       |
| STERBEDATUM      | 12. November 1964            |
| STERBEORT        | Washington, D.C., USA        |